# Campionato mondiale di calcio 1998
Il campionato mondiale di calcio 1998 o Coppa del Mondo FIFA 1998 (in francese: Coupe du Monde de football 1998, in inglese: 1998 FIFA World Cup), noto anche come Francia 1998, è stato la sedicesima edizione della massima competizione per le rappresentative di calcio (squadre comunemente chiamate "nazionali") maschili maggiori delle federazioni sportive affiliate alla FIFA.
Si svolse in Francia dal 10 giugno al 12 luglio 1998.
Fu vinto dalla nazione ospitante, che divenne così la sesta compagine a vincere il torneo in casa, dopo l'Uruguay nel 1930, l'Italia nel 1934, l'Inghilterra nel 1966, la Germania Ovest nel 1974 e l'Argentina nel 1978.
L'edizione presentò più novità: l'allargamento a trentadue squadre, l'introduzione del golden goal, l'espulsione per il fallo da tergo, la possibilità di effettuare tre sostituzioni e i pannelli luminosi per indicare i minuti di recupero.
L'inno e la canzone ufficiali dell'evento sono stati rispettivamente La Cour des Grands di Youssou N'Dour e Axelle Red e La copa de la vida di Ricky Martin. Il motto del torneo era È bello un mondo che gioca (C'est beau un monde qui joue).

## Assegnazione
Il torneo fu assegnato alla Francia il 1º luglio 1992, durante una riunione del comitato esecutivo della FIFA a Zurigo, dove il paese transalpino ricevette dodici voti di approvazione contro i sette del Marocco, altra candidata a ospitare la rassegna iridata. Anche la Svizzera aveva avanzato la sua candidatura, ma fu costretta a ritirarla a causa di alcuni requisiti che non soddisfacevano la FIFA. Questa decisione fece sì che la Francia fosse il terzo Paese a ospitare per due volte la competizione (la prima nel 1938), dopo Italia (1934 e 1990) e Messico (1970 e 1986). Altra nazione che ritirò la propria candidatura fu l'Inghilterra, che preferì concentrarsi sull'organizzazione degli europei del 1996, poi a lei assegnati.
Il 4 giugno 2015, a seguito dell'inchiesta internazionale condotta dall'FBI che aveva portato all'arresto di numerosi dirigenti FIFA per corruzione, Chuck Blazer, all'epoca dei fatti membro del comitato esecutivo della federazione, confessò all'FBI e alle autorità svizzere che lui e altri membri del comitato furono corrotti durante il processo di assegnazione dei mondiali '98 e di quelli di Sudafrica 2010. I sospetti di corruzione caddero inizialmente sulla commissione francese, visto che il mondiale fu assegnato a loro, mentre in seguito si scoprirà che fu opera della commissione marocchina, dopo la sconfitta nell'assegnazione del torneo.
Candidate:
- Francia
- Inghilterra
- Marocco
- Svizzera

| Francia     | 12 |
| Marocco     | 7  |
| Inghilterra | 0  |
| Svizzera    | 0  |
| Voti totali | 19 |

## Stadi
Gli stadi scelti per ospitare il campionato mondiale di calcio 1998 furono dieci, in dieci città.
| Saint-Denis                | Marsiglia | Parigi | Lione |
| -------------------------- | --- | --- | --- |
| Stade de France            | Stadio Vélodrome | Parco dei Principi | Stadio di Gerland |
| 48°55′28″N 2°21′36″E       | 43°16′11″N 5°23′45″E | 48°50′29″N 2°15′11″E | 45°43′26″N 4°49′56″E |
| Capienza: 80 000           | Capienza: 60 000 | Capienza: 49 000 | Capienza: 41 200 |
|                            | | | |
| Lens                       | Saint-Denis Marsiglia Parigi Lens Lione Nantes Tolosa Saint-Étienne Bordeaux Montpellier Una mappa che mostra le posizioni delle sedi utilizzate durante la Coppa del Mondo FIFA del 1998. | Saint-Denis Marsiglia Parigi Lens Lione Nantes Tolosa Saint-Étienne Bordeaux Montpellier Una mappa che mostra le posizioni delle sedi utilizzate durante la Coppa del Mondo FIFA del 1998. | Saint-Denis Marsiglia Parigi Lens Lione Nantes Tolosa Saint-Étienne Bordeaux Montpellier Una mappa che mostra le posizioni delle sedi utilizzate durante la Coppa del Mondo FIFA del 1998. |
| Stadio Bollaert-Delelis    | Saint-Denis Marsiglia Parigi Lens Lione Nantes Tolosa Saint-Étienne Bordeaux Montpellier Una mappa che mostra le posizioni delle sedi utilizzate durante la Coppa del Mondo FIFA del 1998. | Saint-Denis Marsiglia Parigi Lens Lione Nantes Tolosa Saint-Étienne Bordeaux Montpellier Una mappa che mostra le posizioni delle sedi utilizzate durante la Coppa del Mondo FIFA del 1998. | Saint-Denis Marsiglia Parigi Lens Lione Nantes Tolosa Saint-Étienne Bordeaux Montpellier Una mappa che mostra le posizioni delle sedi utilizzate durante la Coppa del Mondo FIFA del 1998. |
| 50°25′58.26″N 2°48′53.47″E | Saint-Denis Marsiglia Parigi Lens Lione Nantes Tolosa Saint-Étienne Bordeaux Montpellier Una mappa che mostra le posizioni delle sedi utilizzate durante la Coppa del Mondo FIFA del 1998. | Saint-Denis Marsiglia Parigi Lens Lione Nantes Tolosa Saint-Étienne Bordeaux Montpellier Una mappa che mostra le posizioni delle sedi utilizzate durante la Coppa del Mondo FIFA del 1998. | Saint-Denis Marsiglia Parigi Lens Lione Nantes Tolosa Saint-Étienne Bordeaux Montpellier Una mappa che mostra le posizioni delle sedi utilizzate durante la Coppa del Mondo FIFA del 1998. |
| Capienza: 41 800           | Saint-Denis Marsiglia Parigi Lens Lione Nantes Tolosa Saint-Étienne Bordeaux Montpellier Una mappa che mostra le posizioni delle sedi utilizzate durante la Coppa del Mondo FIFA del 1998. | Saint-Denis Marsiglia Parigi Lens Lione Nantes Tolosa Saint-Étienne Bordeaux Montpellier Una mappa che mostra le posizioni delle sedi utilizzate durante la Coppa del Mondo FIFA del 1998. | Saint-Denis Marsiglia Parigi Lens Lione Nantes Tolosa Saint-Étienne Bordeaux Montpellier Una mappa che mostra le posizioni delle sedi utilizzate durante la Coppa del Mondo FIFA del 1998. |
|                            | Saint-Denis Marsiglia Parigi Lens Lione Nantes Tolosa Saint-Étienne Bordeaux Montpellier Una mappa che mostra le posizioni delle sedi utilizzate durante la Coppa del Mondo FIFA del 1998. | Saint-Denis Marsiglia Parigi Lens Lione Nantes Tolosa Saint-Étienne Bordeaux Montpellier Una mappa che mostra le posizioni delle sedi utilizzate durante la Coppa del Mondo FIFA del 1998. | Saint-Denis Marsiglia Parigi Lens Lione Nantes Tolosa Saint-Étienne Bordeaux Montpellier Una mappa che mostra le posizioni delle sedi utilizzate durante la Coppa del Mondo FIFA del 1998. |
| Nantes                     | Saint-Denis Marsiglia Parigi Lens Lione Nantes Tolosa Saint-Étienne Bordeaux Montpellier Una mappa che mostra le posizioni delle sedi utilizzate durante la Coppa del Mondo FIFA del 1998. | Saint-Denis Marsiglia Parigi Lens Lione Nantes Tolosa Saint-Étienne Bordeaux Montpellier Una mappa che mostra le posizioni delle sedi utilizzate durante la Coppa del Mondo FIFA del 1998. | Saint-Denis Marsiglia Parigi Lens Lione Nantes Tolosa Saint-Étienne Bordeaux Montpellier Una mappa che mostra le posizioni delle sedi utilizzate durante la Coppa del Mondo FIFA del 1998. |
| Stadio della Beaujoire     | Saint-Denis Marsiglia Parigi Lens Lione Nantes Tolosa Saint-Étienne Bordeaux Montpellier Una mappa che mostra le posizioni delle sedi utilizzate durante la Coppa del Mondo FIFA del 1998. | Saint-Denis Marsiglia Parigi Lens Lione Nantes Tolosa Saint-Étienne Bordeaux Montpellier Una mappa che mostra le posizioni delle sedi utilizzate durante la Coppa del Mondo FIFA del 1998. | Saint-Denis Marsiglia Parigi Lens Lione Nantes Tolosa Saint-Étienne Bordeaux Montpellier Una mappa che mostra le posizioni delle sedi utilizzate durante la Coppa del Mondo FIFA del 1998. |
| 47°15′20.27″N 1°31′31.35″W | Saint-Denis Marsiglia Parigi Lens Lione Nantes Tolosa Saint-Étienne Bordeaux Montpellier Una mappa che mostra le posizioni delle sedi utilizzate durante la Coppa del Mondo FIFA del 1998. | Saint-Denis Marsiglia Parigi Lens Lione Nantes Tolosa Saint-Étienne Bordeaux Montpellier Una mappa che mostra le posizioni delle sedi utilizzate durante la Coppa del Mondo FIFA del 1998. | Saint-Denis Marsiglia Parigi Lens Lione Nantes Tolosa Saint-Étienne Bordeaux Montpellier Una mappa che mostra le posizioni delle sedi utilizzate durante la Coppa del Mondo FIFA del 1998. |
| Capienza: 38 500           | Saint-Denis Marsiglia Parigi Lens Lione Nantes Tolosa Saint-Étienne Bordeaux Montpellier Una mappa che mostra le posizioni delle sedi utilizzate durante la Coppa del Mondo FIFA del 1998. | Saint-Denis Marsiglia Parigi Lens Lione Nantes Tolosa Saint-Étienne Bordeaux Montpellier Una mappa che mostra le posizioni delle sedi utilizzate durante la Coppa del Mondo FIFA del 1998. | Saint-Denis Marsiglia Parigi Lens Lione Nantes Tolosa Saint-Étienne Bordeaux Montpellier Una mappa che mostra le posizioni delle sedi utilizzate durante la Coppa del Mondo FIFA del 1998. |
|                            | Saint-Denis Marsiglia Parigi Lens Lione Nantes Tolosa Saint-Étienne Bordeaux Montpellier Una mappa che mostra le posizioni delle sedi utilizzate durante la Coppa del Mondo FIFA del 1998. | Saint-Denis Marsiglia Parigi Lens Lione Nantes Tolosa Saint-Étienne Bordeaux Montpellier Una mappa che mostra le posizioni delle sedi utilizzate durante la Coppa del Mondo FIFA del 1998. | Saint-Denis Marsiglia Parigi Lens Lione Nantes Tolosa Saint-Étienne Bordeaux Montpellier Una mappa che mostra le posizioni delle sedi utilizzate durante la Coppa del Mondo FIFA del 1998. |
| Tolosa                     | Saint-Étienne | Bordeaux | Montpellier |
| Stadium Municipal          | Stadio Geoffroy Guichard | Parc Lescure | Stadio della Mosson |
| 43°34′59.93″N 1°26′02.57″E | 45°27′38.76″N 4°23′24.42″E | 44°49′45″N 0°35′52″W | 43°37′19.85″N 3°48′43.28″E |
| Capienza: 37 000           | Capienza: 36 000 | Capienza: 35 200 | Capienza: 33 900 |
|                            | | | |

## Squadre partecipanti
| Pr. | Squadra        | Data di qualificazione certa | Confederazione | Partecipante in quanto                                                       | Partecipazioni precedenti al torneo                                                           |
| --- | -------------- | ---------------------------- | -------------- | ---------------------------------------------------------------------------- | --------------------------------------------------------------------------------------------- |
| 1   | Francia        | 1º luglio 1992               | UEFA           | Rappresentativa della nazione organizzatrice della fase finale               | 9 (1930, 1934, 1938, 1954, 1958, 1966, 1978, 1982, 1986)                                      |
| 2   | Brasile        | 17 luglio 1994               | CONMEBOL       | Paese detentore del titolo                                                   | 15 (1930, 1934, 1938, 1950, 1954, 1958, 1962, 1966, 1970, 1974, 1978, 1982, 1986, 1990, 1994) |
| 3   | Marocco        | 26 aprile 1997               | CAF            | Vincitrice del Secondo Turno (CAF)                                           | 3 (1970, 1986, 1994)                                                                          |
| 4   | Tunisia        | 8 giugno 1997                | CAF            | Vincitrice del Secondo Turno (CAF)                                           | 1 (1978)                                                                                      |
| 5   | Sudafrica      | 16 agosto 1997               | CAF            | Vincitrice del Secondo Turno (CAF)                                           | -                                                                                             |
| 6   | Camerun        | 17 agosto 1997               | CAF            | Vincitrice del Secondo Turno (CAF)                                           | 3 (1982, 1990, 1994)                                                                          |
| 7   | Norvegia       | 20 agosto 1997               | UEFA           | Vincitrice del Gruppo 3 (UEFA)                                               | 2 (1938, 1994)                                                                                |
| 8   | Romania        | 20 agosto 1997               | UEFA           | Vincitrice del Gruppo 8 (UEFA)                                               | 7 (1930, 1934, 1938, 1962, 1970, 1990, 1994)                                                  |
| 9   | Paesi Bassi    | 6 settembre 1997             | UEFA           | Vincitrice del Gruppo 7 (UEFA)                                               | 6 (1934, 1938, 1974, 1978, 1990, 1994)                                                        |
| 10  | Argentina      | 10 settembre 1997            | CONMEBOL       | Vincitrice del gruppo unico (CONMEBOL)                                       | 11 (1930, 1934, 1958, 1962, 1966, 1974, 1978, 1982, 1986, 1990, 1994)                         |
| 11  | Austria        | 10 settembre 1997            | UEFA           | Vincitrice del Gruppo 4 (UEFA)                                               | 6 (1934, 1954, 1958, 1978, 1982, 1990)                                                        |
| 12  | Bulgaria       | 10 settembre 1997            | UEFA           | Vincitrice del Gruppo 5 (UEFA)                                               | 6 (1962, 1966, 1970, 1974, 1986, 1994)                                                        |
| 13  | Spagna         | 24 settembre 1997            | UEFA           | Vincitrice del Gruppo 6 (UEFA)                                               | 9 (1934, 1950, 1962, 1966, 1978, 1982, 1986, 1990, 1994)                                      |
| 14  | Messico        | 5 ottobre 1997               | CONCACAF       | Vincitrice del gruppo unico della Seconda Fase (CONCACAF)                    | 10 (1930, 1950, 1954, 1958, 1962, 1966, 1970, 1978, 1986, 1994)                               |
| 15  | Nigeria        | 8 ottobre 1997               | CAF            | Vincitrice del Secondo Turno (CAF)                                           | 1 (1994)                                                                                      |
| 16  | Danimarca      | 11 ottobre 1997              | UEFA           | Vincitrice del Gruppo 1 (UEFA)                                               | 1 (1986)                                                                                      |
| 17  | Inghilterra    | 11 ottobre 1997              | UEFA           | Vincitrice del Gruppo 2 (UEFA)                                               | 9 (1950, 1954, 1958, 1962, 1966, 1970, 1982, 1986, 1990)                                      |
| 18  | Germania       | 11 ottobre 1997              | UEFA           | Vincitrice del Gruppo 9 (UEFA)                                               | 13 (1934, 1938, 1954, 1958, 1962, 1966, 1970, 1974, 1978, 1982, 1986, 1990, 1994)             |
| 19  | Scozia         | 11 ottobre 1997              | UEFA           | Migliore tra le seconde classificate di ogni gruppo di qualificazione (UEFA) | 7 (1954, 1958, 1974, 1978, 1982, 1986, 1990)                                                  |
| 20  | Paraguay       | 12 ottobre 1997              | CONMEBOL       | Seconda classificata del gruppo unico (CONMEBOL)                             | 4 (1930, 1950, 1958, 1986)                                                                    |
| 21  | Colombia       | 12 ottobre 1997              | CONMEBOL       | Terza classificata del gruppo unico (CONMEBOL)                               | 3 (1962, 1990, 1994)                                                                          |
| 22  | Corea del Sud  | 18 ottobre 1997              | AFC            | Vincitrice del Secondo Turno (AFC)                                           | 4 (1954, 1986, 1990, 1994)                                                                    |
| 23  | Stati Uniti    | 9 novembre 1997              | CONCACAF       | Seconda classificata del gruppo unico della Seconda Fase (CONCACAF)          | 5 (1930, 1934, 1950, 1990, 1994)                                                              |
| 24  | Giamaica       | 9 novembre 1997              | CONCACAF       | Terza classificata del gruppo unico della Seconda Fase (CONCACAF)            | -                                                                                             |
| 25  | Arabia Saudita | 12 novembre 1997             | AFC            | Vincitrice del Secondo Turno (AFC)                                           | 1 (1994)                                                                                      |
| 26  | Croazia        | 15 novembre 1997             | UEFA           | Vincitrice del primo spareggio di qualificazione (UEFA)                      | -                                                                                             |
| 27  | Italia         | 15 novembre 1997             | UEFA           | Vincitrice del secondo spareggio di qualificazione (UEFA)                    | 13 (1934, 1938, 1950, 1954, 1962, 1966, 1970, 1974, 1978, 1982, 1986, 1990, 1994)             |
| 28  | Belgio         | 15 novembre 1997             | UEFA           | Vincitrice del terzo spareggio di qualificazione (UEFA)                      | 9 (1930, 1934, 1938, 1954, 1970, 1982, 1986, 1990, 1994)                                      |
| 29  | Jugoslavia     | 15 novembre 1997             | UEFA           | Vincitrice del quarto spareggio di qualificazione (UEFA)                     | -                                                                                             |
| 30  | Cile           | 16 novembre 1997             | CONMEBOL       | Quarta classificata del gruppo unico (CONMEBOL)                              | 6 (1930, 1950, 1962, 1966, 1974, 1982)                                                        |
| 31  | Giappone       | 16 novembre 1997             | AFC            | Vincitrice del Playoff (AFC)                                                 | -                                                                                             |
| 32  | Iran           | 29 novembre 1997             | AFC            | Vincitrice dello Spareggio AFC-OFC                                           | 1 (1978)                                                                                      |

Nota bene: nella sezione "partecipazioni precedenti al torneo", le date in grassetto indicano che la nazione ha vinto quella edizione del torneo, mentre le date in corsivo indicano la nazione ospitante.

### Qualificazioni

#### UEFA
Per la seconda volta il Mondiale si è svolto in Francia. Nell'ultima edizione ospitata da tale nazione, ovvero il Mondiale del 1938, era stata l'Italia a vincere. Le qualificazioni dell'edizione del 1998 hanno avuto inizio nella primavera del 1996. In Europa, a completarle sono stati introdotti gli spareggi, ai quali hanno partecipato le otto peggiori seconde dei nove raggruppamenti; invece, le prime di ogni raggruppamento e la migliore seconda hanno avuto diretto accesso alla fase finale del torneo.
Nel gruppo 1 a prevalere è la Danimarca, campione d'Europa nel 1992 ma assente al mondiale statunitense. La Danimarca, grazie allo scontro diretto vinto per 3-1 a Copenaghen contro la Croazia, costringe difatti quest'ultima agli spareggi.
Il gruppo 2 vede in competizione l'Italia di Arrigo Sacchi (poi di Cesare Maldini) e l'Inghilterra. All'esordio ufficiale gli azzurri di Maldini espugnano Wembley per la prima volta nelle gare ufficiali. L'Inghilterra, giunta prima, si qualifica direttamente ai Mondiali, mentre la Nazionale di Maldini deve attendere gli spareggi.
Il gruppo 3, girone privo di squadre di elevato livello, si conclude con la vittoria della Norvegia, mentre la Svizzera esce di scena, lasciando il secondo posto all'Ungheria.
Il dominio nel gruppo 4 viene conteso da Austria, Scozia e Svezia. Grazie anche ad Anton Polster, gli austriaci costringono al secondo posto la vecchia Scozia (qualificatasi come migliore seconda, e che in Francia schiererà in porta il quarantenne Leighton) ed eliminano la Svezia, terza ai Mondiali di quattro anni prima.
Nel gruppo 5 si afferma la Bulgaria di Hristo Stoičkov, che batte la Russia per 1-0 nello scontro diretto; la Russia, seconda, va agli spareggi.
Nel gruppo 6 vince la Spagna. Il bilancio per le Furie Rosse di Javier Clemente è, alla fine, di otto vittorie e due pareggi, grazie alla struttura portante del gruppo, composta soprattutto da giocatori del Real Madrid campione d'Europa nel 1998. La Jugoslavia, anch'essa molto forte, arriva seconda, mentre rimane fuori dal Mondiale la valida Rep. Ceca, seconda al Campionato europeo di calcio 1996.
Nel gruppo 7 hanno la meglio i Paesi Bassi sul Belgio. Nel decisivo scontro diretto gli uomini di Guus Hiddink riescono a prevalere sui belgi, difatti, con il risultato di 3-1.
Nel gruppo 8 domina la Romania, guadagnando 28 punti sui 30 a disposizione per via di un solo pareggio, l'1-1 in casa dell'Irlanda, che raggiunge gli spareggi.
Nel gruppo 9 vince la Germania, che si trova a fronteggiare l'Ucraina di Andrij Ševčenko, arrivata poi dietro i tedeschi. A sorpresa non si qualifica il Portogallo.
Negli spareggi l'Italia affronta la Russia. Nell'andata, a Mosca, esordisce l'allora diciannovenne Gianluigi Buffon, che alla mezz'ora sostituisce Gianluca Pagliuca, già supplente dell'assente Angelo Peruzzi. Christian Vieri segna un gol prezioso per gli italiani. L'1-1 permette agli azzurri, assieme all'1-0 del ritorno a Napoli (gol di Pierluigi Casiraghi), di qualificarsi per il Mondiale. La Jugoslavia travolge l'Ungheria (complessivo 12-1 in due gare), mentre la Croazia mette fine alla speranza dell'Ucraina. I veterani Luís Oliveira e Luc Nilis mandano il Belgio al quinto Mondiale di fila, a spese dell'Irlanda.

#### CONMEBOL
C'è un'importante novità per il Sud America: le 10 squadre affiliate al CONMEBOL, da questa edizione, si contenderanno i 4 posti disponibili per il mondiale in un unico girone all'italiana, con partite di andata e ritorno ripartite in 2 anni.
Con il Brasile già qualificato di diritto, oltre ad Argentina e Colombia sono da registrare i ritorni del Cile e del Paraguay, mentre manca l'Uruguay, settimo e scavalcato anche da Perù ed Ecuador.

#### CONCACAF
Per la zona CONCACAF si qualificano gli Stati Uniti, il Messico e, a sorpresa, la Giamaica.

#### AFC
Per la zona asiatica vengono promosse l'Arabia Saudita e la Corea del Sud, cui si aggiunge, dopo lo spareggio con l'Iran deciso ai supplementari, il Giappone, allo storico esordio in un'edizione del Mondiale. Gli iraniani avanzano comunque alla fase di spareggio contro la prima classificata della zona Oceania.

#### CAF
Nella zona africana vengono eliminati i campioni continentali dell'Egitto, mentre si qualifica per la prima volta a un Mondiale il Sudafrica. Torna a disputare un'edizione della rassegna iridata la Tunisia, accompagnata dalle conferme del Marocco, della Nigeria e del Camerun.

#### OFC
Nella zona Oceania si distingue ancora una volta l'Australia. Nello spareggio contro l'Iran i Socceroos, però, vengono eliminati. Dopo l'1-1 nella gara di andata a Teheran, la partita di ritorno a Melbourne, sul 2-0 per gli australiani fino al 77', viene chiusa sul 2-2 dall'Iran, che riesce a qualificarsi ai Mondiali dopo vent'anni.
Il sorteggio della fase finale si è svolto a Marsiglia il 4 dicembre 1997.

## Sorteggio
Il sorteggio degli otto gironi avviene allo stadio Vélodrome di Marsiglia il 4 dicembre 1997, alla presenza delle massime autorità FIFA, dei delegati delle nazionali qualificate, dei membri delle confederazioni continentali e della stampa internazionale. La cerimonia è anticipata dalla partita amichevole tra una selezione di calciatori europei e una del resto del mondo, con questi ultimi vincenti con il risultato di 5-2.
Le nazionali sono divise in quattro fasce di otto posti ciascuna: non possono essere sorteggiate nello stesso gruppo squadre della stessa fascia, o che erano nello stesso girone di qualificazione, o altresì appartenenti alla medesima confederazione (con l'eccezione delle rappresentative UEFA). Come compromesso tra le intenzioni del comitato organizzatore, che per esigenze logistico-organizzative premeva per abbinare anticipatamente ogni testa di serie a un gruppo prestabilito, e quelle della FIFA, contraria poiché preoccupata che una simile scelta inficiasse sulla spettacolarità del sorteggio, alla vigilia viene deciso che solo i detentori del titolo, il Brasile, e la nazione ospitante, la Francia, avrebbero conosciuto in anticipo la loro destinazione: il gruppo A (Marsiglia, Nantes e Saint-Denis) per la Seleçao, e il gruppo C (Lione, Marsiglia e Saint-Denis) per i Bleus. Tale decisione fa inoltre in modo che, in caso di vittoria dei rispettivi gruppi, le due nazionali si potranno eventualmente affrontare solo in finale.
| Teste di serie     | Africa/Centronordamerica | Europa      | Asia/Sudamerica |
| ------------------ | ------------------------ | ----------- | --------------- |
| Brasile (gruppo A) | Camerun                  | Austria     | Arabia Saudita  |
| Francia (gruppo C) | Marocco                  | Belgio      | Corea del Sud   |
| Germania           | Nigeria                  | Bulgaria    | Giappone        |
| Italia             | Sudafrica                | Croazia     | Iran            |
| Spagna             | Tunisia                  | Danimarca   | Cile            |
| Argentina          | Giamaica                 | Inghilterra | Colombia        |
| Romania            | Messico                  | Jugoslavia  | Paraguay        |
| Paesi Bassi        | Stati Uniti              | Norvegia    |                 |
|                    |                          | Scozia      |                 |

## Riassunto del torneo

Piazzamenti finali delle nazionali partecipanti.

### Fase a gironi

#### Gruppo A
Il Mondiale di Francia inizia il 10 giugno, e il luogo scelto per la cerimonia di inaugurazione è lo Stade de France, un nuovo impianto costruito a Saint-Denis, alla periferia di Parigi, e che con i suoi 80 000 posti verrà scelto anche per ospitare la finale per il 1º posto. La gara inaugurale vede scontrarsi il Brasile (detentore del titolo mondiale) e la Scozia; benché i sudamericani siano forti dell'allenatore Mário Zagallo (già campione, come calciatore, nel 1958 e nel 1962 e, come commissario tecnico, nel 1970), alla fine del primo tempo il risultato è di 1-1, grazie al gol di testa nei primi minuti di César Sampaio e un rigore al 38' del fantasista scozzese John Collins, tra i migliori; dopo un secondo tempo sofferto, però, un autogol di Tom Boyd al 73' regala loro i primi 3 punti del Mondiale. In serata, va in scena il secondo incontro della prima giornata, tra Norvegia e Marocco, che si conclude con un pari ricco di gol (2-2), e dove si mette in buona mostra il giocatore africano Mustapha Hadji, autore di una rete.
Il 16 giugno, a Bordeaux, Scozia e Norvegia pareggiano 1-1: i norvegesi sbloccano al 46' con Håvard Flo, ma la Scozia, pur stentando a reagire, al 66' pareggia con Craig Burley. Intanto, a Nantes, il Brasile recupera il trio Ronaldo (in ombra contro la Scozia), Rivaldo e Bebeto di nuovo nella giusta condizione fisica, e batte i marocchini per 3-0, mettendo in cassaforte la qualificazione agli ottavi; tra l'altro, i nordafricani talvolta esagerano con gli interventi sugli avversari, come nel caso di un pericoloso fallo di Saïd Chiba ai danni del "Fenomeno".
Il 23 giugno va in scena la terza e ultima giornata: la situazione è difficile per le due europee, con la Norvegia costretta a battere il Brasile capolista per superare il turno e gli scozzesi, con un solo punto all'attivo, obbligati a centrare l'intera posta per accedere al turno successivo. Il Marocco batte però gli scozzesi per 3-0, estromettendoli dal Mondiale, mentre nella contemporanea gara di Marsiglia i norvegesi ribaltano il pronostico: i carioca passano infatti in vantaggio con Bebeto al 78', ma all'83' risponde Tore André Flo mentre cinque minuti dopo l'arbitro concede un rigore agli scandinavi, per fallo su Flo, che Rekdal trasforma mandando agli ottavi i norvegesi.

#### Gruppo B
L'11 giugno, all'esordio del Gruppo B, l'Italia, vicecampione del mondo in carica, affronta a Bordeaux il Cile: gli azzurri schierano Roberto Baggio, autore dell'errore che era costato alla Nazionale italiana il campionato del mondo precedente, in luogo dell'acciaccato Del Piero, mentre la formazione andina si presenta con la coppia d'attacco Sa-Za (composta da Salas, fresco acquisto della Lazio, e l'interista Zamorano). Al 10', Baggio compie un assist al volo per Vieri, centravanti dell'Atlético Madrid, che batte rapidamente il portiere Nelson Tapia e segna 1-0; ma alla fine del primo tempo, Salas anticipa Cannavaro su calcio da fermo e mette in rete il pallone dell'1-1. Al terzo della ripresa, Salas sferra un nuovo stacco aereo e sigla il 2-1. A 5' dalla fine l'arbitro nigerino Lucien Bouchardeau concede un rigore per l'Italia: sul dischetto si presenta Baggio in persona, ma questi evita l'errore del mondiale precedente, segna e regala all'Italia il 2-2. L'altra gara, tra Austria e Camerun a Tolosa, termina 1-1, con Polster che nei minuti di recupero replica al vantaggio iniziale del camerunese Njanka Beaka.
Il 17 giugno, a Saint-Étienne, l'Austria replica contro il Cile, mettendo a segno un secondo pareggio in extremis, con una rete di Vastic al 90': per i ragazzi del CT Acosta, di nuovo Salas aveva sbloccato il match al 70'. In serata gli Azzurri affrontarono a Montpellier il Camerun, e passano in vantaggio al 7' con un colpo di testa di Di Biagio su cross di Baggio, di nuovo preferito a Del Piero, che entrerà nella ripresa (Cesare Maldini aveva bocciato la proposta infatti, a lungo caldeggiata in patria, del tandem di fantasisti). Sul finire del primo tempo, il camerunese Kalla si rende protagonista di un'entrata pericolosa su Di Biagio e viene espulso; nonostante la superiorità numerica, l'Italia continua a soffrire fino al quarto d'ora finale, quando Vieri mette a segno una doppietta che porta il risultato finale sul 3-0.
Nel pomeriggio di martedì 23 giugno vanno in scena le ultime due gare: Austria contro Italia e Cile contro Camerun. Nel primo incontro, è ancora Vieri a portare l'Italia in vantaggio, indirizzando di testa in rete un calcio di punizione di Del Piero. Nel finale, il tandem d'attacco Baggio-Inzaghi, subentrato nella ripresa, confeziona il raddoppio al minuto 89: Baggio viene servito proprio da Inzaghi e segna il suo 9º gol ai Mondiali; il gol finale austriaco, maturato grazie a un rigore messo a segno da Herzog, riesce solo a portare il risultato finale sul 2-1, che sancisce il primo posto degli Azzurri. Il Cile pareggia invece 1-1 contro il Camerun, e passa il turno pur conseguendo tre pareggi di fila, con altrettanti punti.

#### Gruppo C
Il 12 giugno apre i battenti il Gruppo C: la gara iniziale vede la vittoria della Danimarca per 1-0 sull'Arabia Saudita, con decisivo gol di Marc Rieper al 69'. I padroni di casa esordiscono il 13 giugno a Marsiglia contro il Sudafrica, vincendo 3-0 con reti di Dugarry, un'autorete di Issa e un'ultima marcatura del giovane Thierry Henry, propiziata da un altro errore del sudafricano.
Dopo l'1-1 tra danesi e sudafricani, maturato nella seconda giornata, la Francia ottiene la qualificazione con un turno d'anticipo battendo l'Arabia Saudita 4-0, con le reti di Trezeguet e Henry. Zidane, colpevole di un fallo di reazione a risultato già fissato, viene espulso dall'arbitro e squalificato per due giornate.
Nel terzo turno, la Francia già qualificata passa 2-1 con la Danimarca, vincendo il girone a punteggio pieno; gli scandinavi passano però anche loro il turno grazie al 2-2 tra Sudafrica e Arabia Saudita.

#### Gruppo D
Un incontro a reti bianche tra Paraguay e Bulgaria apre il sipario sul Gruppo D; in seguito, la Nigeria, dopo l'ottima figura di USA '94, rimonta due volte lo svantaggio iniziale e vince 3-2 contro la Spagna (grazie anche a un autogol del portiere iberico Zubizarreta, dopo non essere riuscito a fermare il tiro di Lawal), in una partita considerata tra le più avvincenti del torneo. Gli africani completano l'opera il 19 giugno, battendo di misura una Bulgaria lontana dai fasti del 1994 e qualificandosi con un turno d'anticipo, con gol di Victor Ikpeba al 27'. Sull'altro campo di giornata, quello di Saint-Étienne, il Paraguay blocca sullo 0-0 gli iberici, complicandone la marcia verso gli ottavi e costringendoli a vincere contro la Bulgaria sperando al contempo che il Paraguay non vinca, nel terzo e decisivo turno. Ne viene fuori un largo successo (6-1), che però è vanificato dalla vittoria per 3-1 dei sudamericani sulla Nigeria. Le due europee sono dunque eliminate dal Mondiale, mentre la Nigeria passa il turno da prima del girone.

#### Gruppo E
Nel Gruppo E, il Messico batte per 3-1 la Corea del Sud, rimasta in 10 per l'espulsione di Ha Seok-Ju; sotto di un gol a causa della rete di Ha Seok-Ju al 28', i messicani ribaltano il risultato con Pelaez al 51' e con una doppietta di Hernández, al 74' e all'84'. La partita tra Olanda e Belgio termina invece 0-0.
Il 20 giugno si gioca la seconda giornata, iniziata con Belgio contro Messico che finisce 2-2 dopo che i belgi erano passati in doppio vantaggio. Dopo il passo falso iniziale, l'Olanda di Guus Hiddink compie invece una cinquina a spese dei sudcoreani, che abbandonano ogni speranza di accedere al turno successivo: i gol "arancioni" portarono la firma di Philip Cocu al 37', Marc Overmars al 41', Dennis Bergkamp al 67', Pierre van Hooijdonk al 79' e Ronald de Boer all'83'.
Cinque giorni più tardi, l'Olanda prova a ripetersi contro il Messico: è 2-0 dopo venti minuti, con reti di Philip Cocu e Ronald de Boer, ma nel finale, prima Peláez e poi Luis Hernández mettono a segno i gol della rimonta e del 2-2. Nell'altra sfida, si scontrano Belgio e Corea del Sud: i favoriti si portano subito in vantaggio con Nilis al 7', ma gli asiatici, seppur già eliminati, si impegnano fino alla fine e pareggiano con Yoo Sang-Chul al 75'. I risultati di quest'ultima giornata confermano dunque la classifica finale: Olanda e Messico passano il turno, a scapito del Belgio e appunto della Corea del Sud.

#### Gruppo F
Il 14 giugno, nella gara d'esordio del gruppo F, l'Iran torna ai mondiali dopo 20 anni, ma la Jugoslavia lo batte per 1-0, con un gol di Mihajlović al 73'. Nel secondo incontro di giornata, la Germania di Berti Vogts campione d'Europa in carica fa fuori 2-0 gli Stati Uniti: segnano Möller al 9' e Klinsmann al 65'.
Nella seconda giornata, le favorite Germania e Jugoslavia si spartiscono equamente la posta: dopo le due reti slave di Predrag Mijatović al 13' e Dragan Stojković al 54', i tedeschi pareggiano con un autogol proprio di Mihajlović al 73' e rete di Bierhoff all'80'.
L'altro incontro vede frapposti Stati Uniti e Iran, in un match carico di tensioni geopolitiche (dato che i due Stati non avevano relazioni diplomatiche ufficiali da vent'anni): l'Iran conferma l'ottima impressione con un 2-1 a spese degli statunitensi con i gol di Estili al 40', Mehdi Mahdavikia al 79' e Brian McBride all'87'.
Nell'ultimo turno, il 25 giugno, tedeschi e jugoslavi, senz'affanni eccessivi, battono le rispettive avversarie di giornata (1-0 per gli jugoslavi con Komljenović e 2-0 per i tedeschi con Bierhoff e Klinsmann) e ottengono la qualificazione agli ottavi a pari punti, con la Germania prima per differenza reti superiore.

#### Gruppo G
Nel gruppo G, l'Inghilterra (vincitrice del suo girone di qualificazione e tra le favorite del torneo) si trova dinanzi Romania, Tunisia e Colombia. Nella gara d'esordio, i britannici sconfiggono 2-0 gli africani, grazie alle marcature di Shearer e Scholes. Nella seconda gara di giornata, Ilie risolve l'incontro tra Romania e Colombia.
Nella seconda giornata, dopo la vittoria della Colombia sulla Tunisia per 1-0, la Romania batte a sorpresa l'Inghilterra 2-1, con gol partita di Dan Petrescu al 90', che permette ai romeni di qualificarsi con una giornata d'anticipo; in questa partita inizia tra l'altro a mettersi in luce un giovane calciatore inglese chiamato Michael Owen, che sigla il gol per i Tre Leoni pur se inutile ai fini del risultato.
Nell'ultima giornata, l'Inghilterra sconfigge la Colombia per 2-0. La Romania controlla invece il match con la Tunisia e chiude 1-1, cosicché i britannici si accontentano del secondo posto, sufficiente per passare il turno.

#### Gruppo H
Il Gruppo H è il girone meno equilibrato, con la fortissima Argentina e la più che modesta Croazia accoppiate con Giamaica e Giappone che si limitano al ruolo di debuttanti. L'Argentina conclude prima a punteggio pieno (pari solo alla Francia), con 7 gol all'attivo, tra cui l'unica tripletta del torneo, quella realizzata da Gabriel Batistuta contro i caraibici, e difesa inviolata, mentre i croati confermano la buona impressione di Euro '96 e arriva seconda con 6 punti. La vittoria dei giamaicani contro il Giappone regala infine il terzo posto nel girone ai Reggae Boys.

### Fase a eliminazione diretta

#### Ottavi di finale
Apre la fase a eliminazione la sfida tra Italia e Norvegia: gli "azzurri" risolvono una gara abbastanza sofferta con un gol al 18' di Christian Vieri, al quinto centro, e grazie alla parata sulla linea di Pagliuca sul colpo di testa di Flo, la partita termina 1-0. In serata, nel derby sudamericano tra Brasile e Cile, i verdeoro dilagano 4-1 con doppiette di Ronaldo e César Sampaio e la rete della bandiera cilena con il solito Salas.
Il 28 giugno, nel pomeriggio, la Francia affronta a Lens il Paraguay che, galvanizzato dalle prestazioni precedenti che erano costate la qualificazione alla Spagna, costringe anche i "Bleus" ai tempi supplementari. Al 113' Laurent Blanc mette a segno il primo golden goal della storia dei mondiali di calcio, che qualifica i padroni di casa ai quarti. In serata, la Nigeria viene eliminata per la seconda volta di fila agli ottavi, stavolta per mano di un 4-1 per la Danimarca.
Il giorno successivo, la Germania affronta il Messico con molte difficoltà: i messicani passano in vantaggio a inizio ripresa con un Hernandez in gran forma, ma Arellano spreca la palla del raddoppio tirando sul palo, e le successive reti di Klinsmann e Bierhoff saranno decisive per la vittoria finale. Nell'altro incontro di giornata, tra Olanda e Jugoslavia, è Edgar Davids a estromettere la compagine balcanica dal torneo, con un gol allo scadere.
Nelle ultime due gare degli ottavi, giocate il 30 giugno, Croazia e Romania disputano un incontro in sostanziale equilibrio. A spuntarla sono però gli adriatici, che vincono 1-0 grazie al rigore trasformato da Davor Šuker al 45' e iniziando a candidarsi come rivelazione del torneo. In quello che si preannuncia l'incontro più interessante degli ottavi, Argentina e Inghilterra si affrontano 12 anni dopo il gol di mano di Maradona a Messico '86 e 16 anni dopo la guerra delle Falkland. Nelle fasi iniziali è però il nervosismo a dominare in campo: dopo sei minuti gli albicelesti ottengono infatti un rigore che Batistuta realizza portando in vantaggio la sua Nazionale. Al 10' il favore viene però ricambiato da Shearer che pareggia i conti anch'egli dal dischetto. Al 16' Owen realizza quello che sarà considerato il più bel gol del torneo, ma sullo scadere del primo tempo l'Argentina concretizza uno schema su punizione con Zanetti che riporta il punteggio in parità. Nella ripresa Beckham viene espulso per un fallo su Simeone e l'Inghilterra è costretta a difendersi. Dopo il 2-2 dei 120 minuti di gioco, ed evitato il golden goal, le due squadre vanno ai rigori: vince l'Argentina, grazie al decisivo errore di David Batty.

#### Quarti di finale
I quarti di finale cominciano il 3 luglio: è l'Italia ad aprire, contro i padroni di casa della Francia. Cesare Maldini non rischia, lasciando così Roberto Baggio in panchina e predisponendo una marcatura ferrea per il rientrante Zinédine Zidane, che Gianluca Pessotto viene incaricato di marcare a uomo. Più volte il portiere Pagliuca deve salvare la porta azzurra dai tentativi degli avversari; poi è Christian Vieri a mancare il gol con la testa. Baggio sostituisce Alessandro Del Piero al 67' e, nei supplementari, sfiora il golden goal. Al 120' Pagliuca salva nuovamente il risultato su un tiro di Djorkaeff. Si va così ai rigori: nonostante sia la Francia a sbagliare per prima, gli errori decisivi sono quelli di Albertini e Di Biagio, che colpisce la traversa: dopo 12 anni, la Francia, si qualifica per le semifinali della Coppa del mondo, mentre l'Italia viene eliminata ai rigori per la terza edizione consecutiva.
In serata, il Brasile affronta la Danimarca: al 2' i danesi si portano in vantaggio con Martin Jørgensen, ma i brasiliani pareggiano con Bebeto, poi Ronaldo serve l'assist per il gol di Rivaldo del 2-1; nella ripresa, un errore di Roberto Carlos consente a Brian Laudrup di pareggiare, ma Rivaldo trova la definitiva rete del 3-2.
Il 4 luglio l'Olanda sfida l'Argentina: al 12' Kluivert porta in vantaggio gli Orange, ma al 17' Claudio López riequilibra il risultato sull'1-1; nel secondo tempo Batistuta colpisce il palo e tra il 76' e l'87' vengono espulsi Numan e il "Burrito" Ortega. All'89' Bergkamp riesce a realizzare il gol che qualifica l'Olanda ed elimina i sudamericani.
Alle ore 21 dello stesso giorno, la Croazia affronta la Germania, e sfrutta magnificamente la sua occasione di rivincita sui tedeschi dopo la sconfitta a Euro 1996: approfittando dell'espulsione di Wörns al 40', i croati compiono uno straordinario 3-0 grazie a Jarni, Vlaović e Šuker (già in gol nel 1996), e raggiungono la semifinale al loro esordio al mondiale.

#### Semifinali

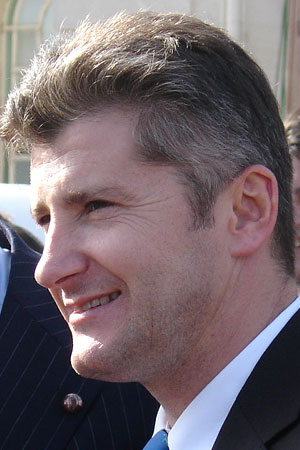
Davor Šuker, capocannoniere di Francia '98 con 6 gol, e trascinatore della sorprendente Croazia che colse il terzo posto finale.

Il 7 luglio Brasile e Olanda si fronteggiano a Marsiglia, nella prima semifinale. A un primo tempo tattico risponde una seconda frazione di gioco più vivace: dopo il gol di Ronaldo al 46', Kluivert riequilibra il risultato di testa all'87'; non bastano i supplementari a dare un vincitore alla gara e si va dunque alla lotteria dei rigori. I brasiliani segnano quattro tiri su quattro, mentre il loro estremo difensore Taffarel si rivela decisivo su Phillip Cocu e Ronald de Boer: tornano così a giocarsi la vittoria finale per la seconda volta di fila, alla ricerca della "quinta stella".
Il giorno dopo la Francia si trova dinanzi alla sorprendente Croazia: sono proprio gli ospiti a passare con Šuker, al 47', che sorprende la difesa transalpina e sblocca il risultato, ma i francesi reagiscono subito e, due minuti più tardi, sfruttano un errore di Boban e portano in rete Thuram. Il centrale del Parma torna a segnare poco più tardi, con un tiro da fuori area trasformato nel gol del 2-1. Pur in affanno nel finale per il forcing slavo e l'espulsione di Blanc, i transalpini riescono a mantenere le redini della partita e a raggiungere la finale.

#### Finale per il terzo posto
La finale dell'11 luglio per il terzo posto fu vinta dalla Croazia 2-1 sui Paesi Bassi con marcature di Prosinečki, Zenden e Šuker, capocannoniere con 6 gol.

#### Finale
Il 12 luglio, poche ore prima della finale, Ronaldo accusa un malore mentre si trova nella sua stanza d'albergo: allarmato, il suo compagno di stanza Roberto Carlos chiama i soccorsi e il "Fenomeno" viene trasportato in un ospedale vicino per accertamenti. Nell'occasione, i medici gli prescrivono dei farmaci, ritenendolo in preda a una crisi epilettica: ma in realtà, come svelerà in un'intervista del 2012 il cardiologo Bruno Carù, Ronaldo ha sofferto nell'occasione di un problema cardiaco e i farmaci a lui somministrati hanno rischiato di ucciderlo.
Ronaldo scende in campo lo stesso e in uno Stade de France tutto esaurito la Francia domina, segnando due gol quasi identici con Zidane: calcio d'angolo, colpo di testa del fantasista, palla in rete. La Francia rimane in 10 per l'espulsione di Desailly a metà ripresa, ma continua a controllare la partita e al 90' un contropiede di Emmanuel Petit porta al gol del 3-0 definitivo. La Nazionale francese vince così il suo primo titolo mondiale, e due giorni dopo verrà fatta sfilare agli Champs-Elysées, in occasione della festa nazionale.

## Risultati

### Fase a gironi

#### Gruppo A

##### Classifica
| Pos. | Squadra  | Pt | G | V | N | P | GF | GS | DR |
| ---- | -------- | -- | - | - | - | - | -- | -- | -- |
| 1.   | Brasile  | 6  | 3 | 2 | 0 | 1 | 6  | 3  | +3 |
| 2.   | Norvegia | 5  | 3 | 1 | 2 | 0 | 5  | 4  | +1 |
| 3.   | Marocco  | 4  | 3 | 1 | 1 | 1 | 5  | 5  | 0  |
| 4.   | Scozia   | 1  | 3 | 0 | 1 | 2 | 2  | 6  | −4 |

##### Incontri
| Arbitro: | García-Aranda |

|                                  |           |                    |
| César Sampaio 5’ Boyd 73’ (aut.) | Marcatori | 38’ (rig.) Collins |

| Arbitro: | Un-prasert |

|                     |           |                             |
| Hadji 38’ Hadda 59’ | Marcatori | 46’ (aut.) Chippo 60’ Eggen |

| Arbitro: | Vágner |

|            |           |         |
| Burley 66’ | Marcatori | 46’ Flo |

| Arbitro: | Levnikov |

|                                     |           |  |
| Ronaldo 9’ Rivaldo 45+2’ Bebeto 50’ | Marcatori |  |

| Arbitro: | Baharmast |

|            |           |                           |
| Bebeto 78’ | Marcatori | 83’ Flo 88’ (rig.) Rekdal |

| Arbitro: | Bujsaim |

|  |           |                           |
|  | Marcatori | 22’, 85’ Bassir 46’ Hadda |

#### Gruppo B

##### Classifica
| Pos. | Squadra | Pt | G | V | N | P | GF | GS | DR |
| ---- | ------- | -- | - | - | - | - | -- | -- | -- |
| 1.   | Italia  | 7  | 3 | 2 | 1 | 0 | 7  | 3  | +4 |
| 2.   | Cile    | 3  | 3 | 0 | 3 | 0 | 4  | 4  | 0  |
| 3.   | Austria | 2  | 3 | 0 | 2 | 1 | 3  | 4  | −1 |
| 4.   | Camerun | 2  | 3 | 0 | 2 | 1 | 2  | 5  | −3 |

##### Incontri
| Arbitro: | Bouchardeau |

|                                |           |                  |
| Vieri 11’ R. Baggio 84’ (rig.) | Marcatori | 45+3’, 48’ Salas |

| Arbitro: | González |

|                  |           |               |
| Njanka-Beaka 77’ | Marcatori | 90+1’ Polster |

| Arbitro: | Al-Ghandour |

|           |           |            |
| Salas 70’ | Marcatori | 90’ Vastić |

| Arbitro: | Lennie |

|                             |           |  |
| Di Biagio 7’ Vieri 75’, 89’ | Marcatori |  |

| Arbitro: | Durkin |

|                         |           |                     |
| Vieri 48’ R. Baggio 90’ | Marcatori | 90+2’ (rig.) Herzog |

| Arbitro: | Vágner |

|            |           |           |
| Sierra 20’ | Marcatori | 56’ Mboma |

#### Gruppo C

##### Classifica
| Pos. | Squadra        | Pt | G | V | N | P | GF | GS | DR |
| ---- | -------------- | -- | - | - | - | - | -- | -- | -- |
| 1.   | Francia        | 9  | 3 | 3 | 0 | 0 | 9  | 1  | +8 |
| 2.   | Danimarca      | 4  | 3 | 1 | 1 | 1 | 3  | 3  | 0  |
| 3.   | Sudafrica      | 2  | 3 | 0 | 2 | 1 | 3  | 6  | −3 |
| 4.   | Arabia Saudita | 1  | 3 | 0 | 1 | 2 | 2  | 7  | −5 |

##### Incontri
| Arbitro: | Castrilli |

|  |           |            |
|  | Marcatori | 69’ Rieper |

| Arbitro: | Rezende |

|                                         |           |  |
| Dugarry 36’ Issa 75’ (aut.) Henry 90+2’ | Marcatori |  |

| Arbitro: | Toro |

|               |           |             |
| Mc Carthy 51’ | Marcatori | 12’ Nielsen |

| Arbitro: | Brizio Carter |

|                                           |           |  |
| Henry 37’, 78’ Trezeguet 68’ Lizarazu 85’ | Marcatori |  |

| Arbitro: | Collina |

|                                |           |                    |
| Djorkaeff 12’ (rig.) Petit 56’ | Marcatori | 42’ (rig.) Laudrup |

| Arbitro: | Sánchez |

|                            |           |                                              |
| Bartlett 18’, 90+3’ (rig.) | Marcatori | 45+2’ (rig.) Al Jaber 74’ (rig.) Al-Thunayan |

#### Gruppo D

##### Classifica
| Pos. | Squadra  | Pt | G | V | N | P | GF | GS | DR |
| ---- | -------- | -- | - | - | - | - | -- | -- | -- |
| 1.   | Nigeria  | 6  | 3 | 2 | 0 | 1 | 5  | 5  | 0  |
| 2.   | Paraguay | 5  | 3 | 1 | 2 | 0 | 3  | 1  | +2 |
| 3.   | Spagna   | 4  | 3 | 1 | 1 | 1 | 8  | 4  | +4 |
| 4.   | Bulgaria | 1  | 3 | 0 | 1 | 2 | 1  | 7  | −6 |

##### Incontri
| Montpellier 12 giugno 1998, ore 14:30 UTC+2 | Paraguay | 0 – 0 referto | Bulgaria | Stadio della Mosson (29 800 spett.)\| Arbitro: \| Al-Zeid \| |
| Arbitro:                                    | Al-Zeid  |               |          |                                                              |

| Arbitro: | Baharmast |

|                     |           |                                               |
| Hierro 21’ Raul 47’ | Marcatori | 24’ Adepoju 73’ (aut.) Zubizarreta 78’ Oliseh |

| Arbitro: | Sánchez |

|            |           |  |
| Ikpeba 28’ | Marcatori |  |

| Saint-Étienne 19 giugno 1998, ore 21:00 UTC+2 | Spagna | 0 – 0 referto | Paraguay | Stadio Geoffroy Guichard (30 600 spett.)\| Arbitro: \| McLeod \| |
| Arbitro:                                      | McLeod |               |          |                                                                  |

| Arbitro: | Un-prasert |

|           |           |                                  |
| Oruma 11’ | Marcatori | 1’ Ayala 58’ Benítez 86’ Cardozo |

| Arbitro: | van der Ende |

|                                                                                  |           |                |
| Hierro 6’ (rig.) Luis Enrique 18’ Morientes 55’, 81’ Bačev 88’ (aut.) Kiko 90+4’ | Marcatori | 58’ Kostadinov |

#### Gruppo E

##### Classifica
| Pos. | Squadra       | Pt | G | V | N | P | GF | GS | DR |
| ---- | ------------- | -- | - | - | - | - | -- | -- | -- |
| 1.   | Paesi Bassi   | 5  | 3 | 1 | 2 | 0 | 7  | 2  | +5 |
| 2.   | Messico       | 5  | 3 | 1 | 2 | 0 | 7  | 5  | +2 |
| 3.   | Belgio        | 3  | 3 | 0 | 3 | 0 | 3  | 3  | 0  |
| 4.   | Corea del Sud | 1  | 3 | 0 | 1 | 2 | 2  | 9  | −7 |

##### Incontri
| Arbitro: | Benkö |

|        |           |                               |
| Ha 27’ | Marcatori | 50’ Peláez 75’, 84’ Hernández |

| Saint-Denis 13 giugno 1998, ore 21:00 UTC+2 | Paesi Bassi | 0 – 0 referto | Belgio | Stade de France (77 000 spett.)\| Arbitro: \| Collina \| |
| Arbitro:                                    | Collina     |               |        |                                                          |

| Arbitro: | Dallas |

|                  |           |                                   |
| Wilmots 42’, 47’ | Marcatori | 55’ (rig.) García Aspe 62’ Blanco |

| Arbitro: | Wójcik |

|                                                                     |           |  |
| Cocu 37’ Overmars 41’ Bergkamp 71’ van Hooijdonk 80’ R. de Boer 83’ | Marcatori |  |

| Arbitro: | Al-Zeid |

|                        |           |                            |
| Cocu 4’ R. de Boer 18’ | Marcatori | 75’ Peláez 90+4’ Hernández |

| Arbitro: | Rezende |

|          |           |         |
| Nilis 7’ | Marcatori | 72’ Yoo |

#### Gruppo F

##### Classifica
| Pos. | Squadra     | Pt | G | V | N | P | GF | GS | DR |
| ---- | ----------- | -- | - | - | - | - | -- | -- | -- |
| 1.   | Germania    | 7  | 3 | 2 | 1 | 0 | 6  | 2  | +4 |
| 2.   | Jugoslavia  | 7  | 3 | 2 | 1 | 0 | 4  | 2  | +2 |
| 3.   | Iran        | 3  | 3 | 1 | 0 | 2 | 2  | 4  | −2 |
| 4.   | Stati Uniti | 0  | 3 | 0 | 0 | 3 | 1  | 5  | −4 |

##### Incontri
| Arbitro: | Tejada Noriega |

|                |           |  |
| Mihajlović 73’ | Marcatori |  |

| Arbitro: | Belqola |

|                           |           |  |
| Moeller 10’ Klinsmann 67’ | Marcatori |  |

| Arbitro: | Nielsen |

|                                    |           |                             |
| Mihajlović 73’ (aut.) Bierhoff 78’ | Marcatori | 13’ Mijatović 52’ Stojković |

| Arbitro: | Meier |

|             |           |                           |
| McBride 87’ | Marcatori | 41’ Estili 83’ Mahdavikia |

| Arbitro: | Al-Ghandour |

|  |           |                |
|  | Marcatori | 3’ Komljenović |

| Arbitro: | González |

|                            |           |  |
| Bierhoff 50’ Klinsmann 57’ | Marcatori |  |

#### Gruppo G

##### Classifica
| Pos. | Squadra     | Pt | G | V | N | P | GF | GS | DR |
| ---- | ----------- | -- | - | - | - | - | -- | -- | -- |
| 1.   | Romania     | 7  | 3 | 2 | 1 | 0 | 4  | 2  | +2 |
| 2.   | Inghilterra | 6  | 3 | 2 | 0 | 1 | 5  | 2  | +3 |
| 3.   | Colombia    | 3  | 3 | 1 | 0 | 2 | 1  | 3  | −2 |
| 4.   | Tunisia     | 1  | 3 | 0 | 1 | 2 | 1  | 4  | −3 |

##### Incontri
| Arbitro: | Okada |

|                         |           |  |
| Shearer 42’ Scholes 89’ | Marcatori |  |

| Arbitro: | Chong |

|            |           |  |
| Ilie 45+1’ | Marcatori |  |

| Arbitro: | Heynemann |

|              |           |  |
| Preciado 82’ | Marcatori |  |

| Arbitro: | Batta |

|                           |           |          |
| Moldovan 46’ Petrescu 90’ | Marcatori | 81’ Owen |

| Arbitro: | Brizio Carter |

|  |           |                          |
|  | Marcatori | 20’ Anderton 29’ Beckham |

| Arbitro: | Lennie |

|              |           |                    |
| Moldovan 71’ | Marcatori | 12’ (rig.) Souayah |

#### Gruppo H

##### Classifica
| Pos. | Squadra   | Pt | G | V | N | P | GF | GS | DR |
| ---- | --------- | -- | - | - | - | - | -- | -- | -- |
| 1.   | Argentina | 9  | 3 | 3 | 0 | 0 | 7  | 0  | +7 |
| 2.   | Croazia   | 6  | 3 | 2 | 0 | 1 | 4  | 2  | +2 |
| 3.   | Giamaica  | 3  | 3 | 1 | 0 | 2 | 3  | 9  | −6 |
| 4.   | Giappone  | 0  | 3 | 0 | 0 | 3 | 1  | 4  | −3 |

##### Incontri
| Arbitro: | van der Ende |

|               |           |  |
| Batistuta 28’ | Marcatori |  |

| Arbitro: | Melo Pereira |

|           |           |                                     |
| Earle 45’ | Marcatori | 27’ Stanić 53’ Prosinečki 69’ Šuker |

| Arbitro: | Ramdhan |

|  |           |           |
|  | Marcatori | 77’ Šuker |

| Arbitro: | Pedersen |

|                                                |           |  |
| Ortega 31’, 55’ Batistuta 73’, 78’, 83’ (rig.) | Marcatori |  |

| Arbitro: | Belqola |

|            |           |  |
| Pineda 36’ | Marcatori |  |

| Arbitro: | Benkö |

|              |           |                   |
| Nakayama 74’ | Marcatori | 39’, 54’ Whitmore |

### Fase a eliminazione diretta

#### Tabellone
|  | Ottavi di finale | Ottavi di finale | Ottavi di finale |               |               | Quarti di finale | Quarti di finale | Quarti di finale |         |             | Semifinali  | Semifinali | Semifinali |                           |                           | Finale                    | Finale | Finale |  |
|  |                  |                  |                  |               |               |                  |                  |                  |         |             |             |            |            |                           |                           |                           |        |        |  |
|  | 1A               | Brasile          | 4                |               |               |                  |                  |                  |         |             |             |            |            |                           |                           |                           |        |        |  |
|  | 1A               | Brasile          | 4                |               |               |                  |                  |                  |         |             |             |            |            |                           |                           |                           |        |        |  |
|  | 2B               | Cile             | 1                |               |               |                  |                  |                  |         |             |             |            |            |                           |                           |                           |        |        |  |
|  | 2B               | Cile             | 1                |               | Brasile       | Brasile          | 3                |                  |         |             |             |            |            |                           |                           |                           |        |        |  |
|  |                  |                  |                  |               | Brasile       | Brasile          | 3                |                  |         |             |             |            |            |                           |                           |                           |        |        |  |
|  |                  |                  | Danimarca        | Danimarca     | 2             |                  |                  |                  |         |             |             |            |            |                           |                           |                           |        |        |  |
|  | 1D               | Nigeria          | Danimarca        | Danimarca     | 2             | 1                |                  |                  |         |             |             |            |            |                           |                           |                           |        |        |  |
|  | 1D               | Nigeria          |                  |               |               |                  |                  |                  |         |             |             |            |            |                           |                           |                           |        |        |  |
|  | 2C               | Danimarca        | 4                |               |               |                  |                  |                  |         |             |             |            |            |                           |                           |                           |        |        |  |
|  | 2C               | Danimarca        | 4                |               | Brasile (dtr) | Brasile (dtr)    | 1 (4)            |                  |         |             |             |            |            |                           |                           |                           |        |        |  |
|  |                  |                  |                  |               |               |                  |                  |                  |         |             |             |            |            |                           |                           |                           |        |        |  |
|  |                  |                  | Paesi Bassi      | Paesi Bassi   | 1 (2)         |                  |                  |                  |         |             |             |            |            |                           |                           |                           |        |        |  |
|  | 1E               | Paesi Bassi      | Paesi Bassi      | Paesi Bassi   | 1 (2)         | 2                |                  |                  |         |             |             |            |            |                           |                           |                           |        |        |  |
|  | 1E               | Paesi Bassi      |                  |               |               |                  |                  |                  |         |             |             |            |            |                           |                           |                           |        |        |  |
|  | 2F               | Jugoslavia       | 1                |               |               |                  |                  |                  |         |             |             |            |            |                           |                           |                           |        |        |  |
|  | 2F               | Jugoslavia       | 1                |               | Paesi Bassi   | Paesi Bassi      | 2                |                  |         |             |             |            |            |                           |                           |                           |        |        |  |
|  |                  |                  |                  |               | Paesi Bassi   | Paesi Bassi      | 2                |                  |         |             |             |            |            |                           |                           |                           |        |        |  |
|  |                  |                  | Argentina        | Argentina     | 1             |                  |                  |                  |         |             |             |            |            |                           |                           |                           |        |        |  |
|  | 1H               | Argentina (dtr)  | Argentina        | Argentina     | 1             | 2 (4)            |                  |                  |         |             |             |            |            |                           |                           |                           |        |        |  |
|  | 1H               | Argentina (dtr)  |                  |               |               |                  |                  |                  |         |             |             |            |            |                           |                           |                           |        |        |  |
|  | 2G               | Inghilterra      | 2 (3)            |               |               |                  |                  |                  |         |             |             |            |            |                           |                           |                           |        |        |  |
|  | 2G               | Inghilterra      | 2 (3)            |               | Brasile       | Brasile          | 0                |                  |         |             |             |            |            |                           |                           |                           |        |        |  |
|  |                  |                  |                  |               |               |                  |                  |                  |         |             |             |            |            |                           |                           |                           |        |        |  |
|  |                  |                  | Francia          | Francia       | 3             |                  |                  |                  |         |             |             |            |            |                           |                           |                           |        |        |  |
|  | 1B               | Italia           | Francia          | Francia       | 3             | 1                |                  |                  |         |             |             |            |            |                           |                           |                           |        |        |  |
|  | 1B               | Italia           |                  |               |               | 1                |                  |                  |         |             |             |            |            |                           |                           |                           |        |        |  |
|  | 2A               | Norvegia         | 0                |               |               |                  |                  |                  |         |             |             |            |            |                           |                           |                           |        |        |  |
|  | 2A               | Norvegia         | 0                |               | Italia        | Italia           | 0 (3)            |                  |         |             |             |            |            |                           |                           |                           |        |        |  |
|  |                  |                  |                  |               | Italia        | Italia           | 0 (3)            |                  |         |             |             |            |            |                           |                           |                           |        |        |  |
|  |                  |                  | Francia (dtr)    | Francia (dtr) | 0 (4)         |                  |                  |                  |         |             |             |            |            |                           |                           |                           |        |        |  |
|  | 1C               | Francia (gg)     | Francia (dtr)    | Francia (dtr) | 0 (4)         | 1                |                  |                  |         |             |             |            |            |                           |                           |                           |        |        |  |
|  | 1C               | Francia (gg)     |                  |               |               |                  |                  |                  |         |             |             |            |            |                           |                           |                           |        |        |  |
|  | 2D               | Paraguay         | 0                |               |               |                  |                  |                  |         |             |             |            |            |                           |                           |                           |        |        |  |
|  | 2D               | Paraguay         | 0                |               | Francia       | Francia          | 2                |                  |         |             |             |            |            |                           |                           |                           |        |        |  |
|  |                  |                  |                  |               |               |                  |                  |                  |         |             |             |            |            |                           |                           |                           |        |        |  |
|  |                  |                  | Croazia          | Croazia       | 1             |                  |                  |                  |         |             |             |            |            |                           |                           |                           |        |        |  |
|  | 1F               | Germania         | Croazia          | Croazia       | 1             | 2                |                  |                  |         |             |             |            |            | Finale per il terzo posto | Finale per il terzo posto | Finale per il terzo posto |        |        |  |
|  | 1F               | Germania         |                  |               |               |                  |                  |                  |         |             |             |            |            |                           |                           |                           |        |        |  |
|  | 2E               | Messico          | 1                |               |               |                  |                  |                  |         |             |             |            |            |                           |                           |                           |        |        |  |
|  | 2E               | Messico          | 1                |               | Germania      | Germania         | 0                |                  |         | Paesi Bassi | Paesi Bassi | 1          |            |                           |                           |                           |        |        |  |
|  |                  |                  |                  |               | Germania      | Germania         | 0                |                  |         | Paesi Bassi | Paesi Bassi | 1          |            |                           |                           |                           |        |        |  |
|  |                  |                  | Croazia          | Croazia       | 3             |                  |                  | Croazia          | Croazia | 2           |             |            |            |                           |                           |                           |        |        |  |
|  | 1G               | Romania          | Croazia          | Croazia       | 3             | 0                |                  | Croazia          | Croazia | 2           |             |            |            |                           |                           |                           |        |        |  |
|  | 1G               | Romania          |                  |               |               |                  |                  |                  |         |             |             |            |            |                           |                           |                           |        |        |  |
|  | 2H               | Croazia          | 1                |               |               |                  |                  |                  |         |             |             |            |            |                           |                           |                           |        |        |  |

#### Ottavi di finale
| Arbitro: | Heynemann |

|           |           |  |
| Vieri 18’ | Marcatori |  |

| Arbitro: | Batta |

|                                                  |           |           |
| César Sampaio 11’, 26’ Ronaldo 45+3’ (rig.), 72’ | Marcatori | 70’ Salas |

| Arbitro: | Bujsaim |

|                 |           |  |
| Blanc 114’ (gg) | Marcatori |  |

| Arbitro: | Meier |

|               |           |                                           |
| Babangida 77’ | Marcatori | 3’ Møller 12’ Laudrup 58’ Sand 76’ Helveg |

| Arbitro: | Melo Pereira |

|                            |           |               |
| Klinsmann 74’ Bierhoff 86’ | Marcatori | 47’ Hernandez |

| Arbitro: | García-Aranda |

|                           |           |                 |
| Bergkamp 38’ Davids 90+2’ | Marcatori | 48’ Komljenović |

| Arbitro: | Castrilli |

|  |           |                    |
|  | Marcatori | 45+2’ (rig.) Šuker |

| Arbitro: | Nielsen |

|                                   |                      |                                |
| Batistuta 5’ (rig.) Zanetti 45+1’ | Marcatori            | 9’ (rig.) Shearer 16’ Owen     |
| Berti Crespo Verón Gallardo Ayala | Tiri di rigore 4 – 3 | Shearer Ince Merson Owen Batty |

#### Quarti di finale
| Arbitro: | Dallas |

|                                                |                      |                                       |
| R. Baggio Albertini Costacurta Vieri Di Biagio | Tiri di rigore 3 – 4 | Zidane Lizarazu Trezeguet Henry Blanc |

| Arbitro: | Al-Ghandour |

|                             |           |                          |
| Bebeto 10’ Rivaldo 25’, 59’ | Marcatori | 2’ Jørgensen 50’ Laudrup |

| Arbitro: | Brizio Carter |

|                           |           |           |
| Kluivert 12’ Bergkamp 90’ | Marcatori | 17’ López |

| Arbitro: | Pedersen |

|  |           |                                   |
|  | Marcatori | 45+3’ Jarni 80’ Vlaović 85’ Šuker |

#### Semifinali
| Arbitro: | Bujsaim |

|                               |                      |                                     |
| Ronaldo 46’                   | Marcatori            | 87’ Kluivert                        |
| Ronaldo Rivaldo Emerson Dunga | Tiri di rigore 4 – 2 | F. de Boer Bergkamp Cocu R. de Boer |

| Arbitro: | García-Aranda |

|                 |           |           |
| Thuram 47’, 69’ | Marcatori | 46’ Šuker |

#### Finale per il terzo posto
| Arbitro: | González |

|            |           |                          |
| Zenden 22’ | Marcatori | 14’ Prosinečki 36’ Šuker |

#### Finale
| Arbitro: | Belqola |

|  |           |                               |
|  | Marcatori | 27’, 45+1’ Zidane 90+3’ Petit |

## Statistiche

### Classifica marcatori
6 reti
- Davor Šuker (1 rig.)

5 reti
- Gabriel Batistuta (2 rig.)
- Christian Vieri

4 reti
- Ronaldo (1 rig.)
- Marcelo Salas
- Luis Hernández

3 reti
- Bebeto
- César Sampaio
- Rivaldo
- Thierry Henry
- Oliver Bierhoff
- Jürgen Klinsmann
- Dennis Bergkamp

2 reti
- Ariel Ortega
- Marc Wilmots
- Robert Prosinečki
- Brian Laudrup
- Emmanuel Petit
- Lilian Thuram
- Zinédine Zidane
- Theodore Whitmore

- Michael Owen
- Alan Shearer (1 rig.)
- Roberto Baggio (1 rig.)
- Slobodan Komljenović
- Salaheddine Bassir
- Abdeljalil Hadda
- Ricardo Peláez

- Philip Cocu
- Ronald de Boer
- Patrick Kluivert
- Viorel Moldovan
- Fernando Hierro (1 rig.)
- Fernando Morientes
- Shaun Bartlett (1 rig.)

1 rete
- Sami Al-Jaber (1 rig.)
- Yousuf Al-Thunayan (1 rig.)
- Claudio López
- Mauricio Pineda
- Javier Zanetti
- Andreas Herzog (1 rig.)
- Toni Polster
- Ivica Vastić
- Luc Nilis
- Emil Kostadinov
- Patrick Mboma
- Pierre Njanka
- José Luis Sierra
- Léider Preciado
- Ha Seok-Ju
- Yoo Sang-Chul
- Robert Jarni
- Mario Stanić

- Goran Vlaović
- Thomas Helveg
- Martin Jørgensen
- Michael Laudrup (1 rig.)
- Peter Møller
- Allan Nielsen
- Marc Rieper
- Ebbe Sand
- Laurent Blanc
- Youri Djorkaeff (1 rig.)
- Christophe Dugarry
- Bixente Lizarazu
- David Trezeguet
- Andreas Möller
- Robbie Earle
- Masashi Nakayama
- Darren Anderton
- David Beckham

- Paul Scholes
- Hamid Estili
- Mehdi Mahdavikia
- Luigi Di Biagio
- Siniša Mihajlović
- Predrag Mijatović
- Dragan Stojković
- Mustapha Hadji
- Cuauhtémoc Blanco
- Alberto García Aspe (1 rig.)
- Mutiu Adepoju
- Tijjani Babangida
- Victor Ikpeba
- Sunday Oliseh
- Wilson Oruma
- Dan Eggen
- Håvard Flo
- Tore André Flo

- Kjetil Rekdal (1 rig.)
- Edgar Davids
- Marc Overmars
- Pierre van Hooijdonk
- Boudewijn Zenden
- Celso Ayala
- Miguel Ángel Benítez
- José Cardozo
- Adrian Ilie
- Dan Petrescu
- Craig Burley
- John Collins (1 rig.)
- Kiko
- Luis Enrique
- Raul
- Brian McBride
- Benedict McCarthy
- Skander Souayah (1 rig.)

Autoreti
- Georgi Bačev (1, pro  Spagna)
- Siniša Mihajlović (1, pro  Germania)
- Youssef Chippo (1, pro  Norvegia)
- Tom Boyd (1, pro  Brasile)
- Andoni Zubizarreta (1, pro  Nigeria)
- Pierre Issa (1, pro  Francia)

### Record
- Gol più veloce: Celso Ayala (Nigeria-Paraguay, fase a gironi, 24 giugno, 1º minuto)
- Gol più tardivo: Laurent Blanc (Francia-Paraguay, ottavi di finale, 27 giugno, 114º minuto)
- Primo gol: César Sampaio (Brasile-Scozia, partita inaugurale, fase a gironi, 10 giugno, 5º minuto)
- Ultimo gol: Emmanuel Petit (Brasile-Francia, finale 1º posto, 12 luglio, 90+3º minuto)
- Miglior attacco: Francia (15 reti segnate)
- Peggior attacco: Bulgaria, Colombia, Giappone, Stati Uniti e Tunisia (1 rete segnata)
- Miglior difesa: Francia e Paraguay (2 reti subite)
- Peggior difesa: Brasile (10 reti subite)
- Miglior differenza reti: Francia (+8)
- Partita con il maggior numero di gol: Spagna-Bulgaria 6-1 (fase a gironi, 24 giugno, 7 gol)
- Partita con il maggior scarto di gol: Paesi Bassi-Corea del Sud 5-0 (fase a gironi, 20 giugno), Argentina-Giamaica 5-0 (fase a gironi, 21 giugno) e Spagna-Bulgaria 6-1 (fase a gironi, 24 giugno) (5 gol di scarto)

## Premi
| [ 20 ]  | Miglior marcatore (Scarpa d'oro) | Miglior giocatore (Pallone d'oro) | Premio Yashin  | Miglior giovane | Premio FIFA Fair Play |
| ------- | -------------------------------- | --------------------------------- | -------------- | --------------- | --------------------- |
| Oro     | Davor Šuker (6)                  | Ronaldo                           | Fabien Barthez | Michael Owen    | Inghilterra Francia   |
| Argento | Non assegnato                    | Davor Šuker                       | Non assegnato  | Non assegnato   | Non assegnato         |
| Bronzo  | Non assegnato                    | Lilian Thuram                     | Non assegnato  | Non assegnato   | Non assegnato         |

### All-Star Team[21]
| Portieri                           | Difensori                                                                 | Centrocampisti                                             | Attaccanti                                        |
| ---------------------------------- | ------------------------------------------------------------------------- | ---------------------------------------------------------- | ------------------------------------------------- |
| Fabien Barthez José Luis Chilavert | Roberto Carlos Marcel Desailly Lilian Thuram Frank de Boer Carlos Gamarra | Dunga Rivaldo Michael Laudrup Zinédine Zidane Edgar Davids | Ronaldo Davor Šuker Brian Laudrup Dennis Bergkamp |

## Arbitri
UEFA
- Marc Batta
- Günter Benkö
- Pierluigi Collina
- Hugh Dallas
- Paul Durkin
- José Garcia Aranda
- Bernd Heynemann
- Nikolaj Levnikov
- Urs Meier
- Vítor Melo Pereira
- Kim Milton Nielsen
- Rune Pedersen
- László Vágner
- Mario van der Ende
- Ryszard Wójcik

CONMEBOL
- Javier Castrilli
- Epifanio González
- Márcio Rezende de Freitas
- Mario Sánchez
- Alberto Tejada Noriega
- John Toro

CAF
- Said Belqola
- Gamal Al-Ghandour
- Lucien Bouchardeau
- Lim Kee Chong
- Ian McLeod

AFC
- Abdul Rahman Al-Zeid
- Ali Bujsaim
- Masayoshi Okada
- Pirom Un-prasert

CONCACAF
- Esfandiar Baharmast
- Arturo Brizio Carter
- Ramesh Ramdhan

OFC
- Edward Lennie